# Igreja dos Carmelitas
A Igreja dos Carmelitas ou Igreja dos Carmelitas Descalços localiza-se na freguesia da Vitória, na cidade do Porto, em Portugal. Começou a ser construída em 1616 e ficou concluída em 1628. A decoração do interior só viria a ficar pronta em 1650. Foi classificada como Monumento Nacional a 3 de Maio de 2013, em conjunto com a Igreja do Carmo edificada posteriormente a partir de 1752 estando ambas as Igrejas unidas pela chamada Casa Escondida do Porto com pouco mais de um metro de largura.
A igreja pertencia ao extinto convento, hoje ocupado pela Guarda Nacional Republicana.

## Cronologia
Com a autorização de D. Filipe II de Portugal, os religiosos da Ordem Terceira dos Carmelitas iniciam em 1616 a construção do convento. A primeira fase fica concluída em 1622, ano em que os Carmelitas se instalam no local. Entre 1632 e 1633 são assentes o retábulo-mor e o sacrário. 

## Arquitetura

### Fachada
A fachada de cantaria granítica, possui três entradas com arcos de volta perfeita, encimadas por igual número de nichos, com as imagens de São José, Santa Teresa de Jesus e de Nossa Senhora do Carmo ao centro. O corpo superior contém três janelões, sendo o central de forma retangular e os dois laterais com a forma de trapézio retangular. A rematar a fachada um frontão triangular encimado por balaústres.
Possui uma torre sineira do lado esquerdo, revestida a azulejos monocromáticos da cor azul, rematada por uma cúpula em forma de bolbo.

### Interior

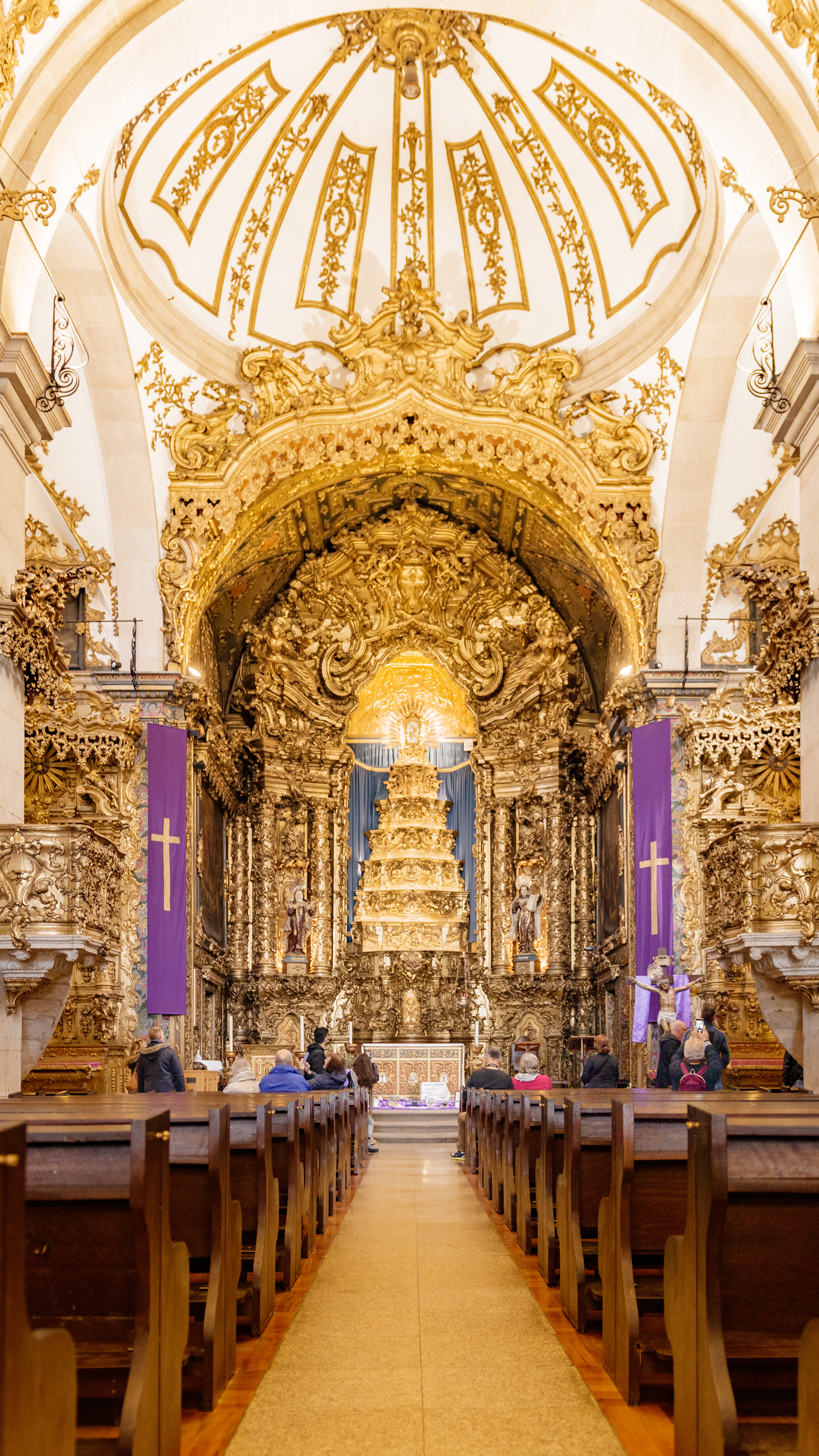
Altar e nave no interior da Igreja dos Carmelitas

O interior da Igreja dos Carmelitas é de planta de cruz latina, com uma única nave, com seis capelas laterais e um nártex na entrada. Destaca-se a talha dourada, de estilo barroco e rococó, nas capelas laterais e no altar-mor. O desenho do retábulo principal é da autoria de Joaquim Teixeira de Guimarães e a execução de José Teixeira Guimarães.